# Atto II
Atto II, per distinguerlo da Atto I, vissuto circa un secolo prima (... – Roma, 1154), è stato un vescovo cattolico italiano, vescovo di Firenze verso la metà del XII secolo.
Sulla sua figura ci sono state tramandate poche notizie. Succedette a Gottifredo degli Alberti, scomparso nel 1142 e la prima testimonianza certa del suo episcopato risale al 1145, contenuta nel Codice Bullettone, un voluminoso libro conservato nell'archivio della Curia Arcivescovile di Firenze che contiene essenzialmente un registro dei beni immobili episcopali e degli atti ad essi relativi.
Durante il suo episcopato papa Eugenio III interdisse la città per non aver rispettato i patti con Guido Guerra II, il quale al suo rientro dalla crociata in Terrasanta trovò i propri castelli rasi al suolo dagli avversari politici fiorentini.
A seguito di quest'interdetto Atto si recò di persona a Roma e parlò con il successore di Enrico, Anastasio IV, riuscendo ad ottenerne la revoca.
La sua morte è certificata da una bolla papale datata 9 giugno 1154 e diretta alla badessa del monastero di San Pier Maggiore.